# Aeroporti in Svezia
La seguente è una lista di aeroporti in Svezia.

## Aeroporti
| Nome aeroporto                      | Città                    | Regione  | ICAO | IATA |
| ----------------------------------- | ------------------------ | -------- | ---- | ---- |
| Aeroporti civili                    |                          |          |      |      |
| Aeroporto di Alingsås               | Alingsås                 | Götaland | ESGI |      |
| Aeroporto di Ålleberg               | Ålleberg                 | Götaland | ESGC |      |
| Aeroporot di Möckeln                | Älmhult                  | Götaland | ESMU |      |
| Aeroporto di Älvsbyn                | Älvsbyn                  | Norrland | ESUV |      |
| Aeroporto di Anderstorp             | Anderstorp               | Götaland | ESMP |      |
| Aeroporto di Tälje                  | Ånge                     | Norrland | ESUJ |      |
| Aeroporto di Ängelholm-Helsingborg  | Ängelholm / Helsingborg  | Götaland | ESTA | AGH  |
| Aeroporto di Arboga                 | Arboga                   | Svealand | ESQO |      |
| Aeroporto di Arbrå                  | Arbrå                    | Norrland | ESUB |      |
| Aeroporto di Arvidsjaur             | Arvidsjaur               | Norrland | ESNX | AJR  |
| Aeroporto di Arvika                 | Arvika                   | Svealand | ESKV |      |
| Aeroporto di Åsele                  | Åsele                    | Norrland | ESUS |      |
| Aeroporto di Avesta                 | Avesta                   | Svealand | ESVA |      |
| Aeroporto di Viared                 | Borås                    | Götaland | ESGE |      |
| Aeroporto di Borgholm               | Borgholm                 | Götaland | ESMB |      |
| Aeroporto di Dala                   | Borlänge                 | Svealand | ESSD | BLE  |
| Aeroporto di Brattforsheden         | Brattforsheden           | Svealand | ESSM |      |
| Aeroporto di Edsbyn                 | Edsbyn                   | Norrland | ESUY |      |
| Aeroporto di Ekshärad               | Ekshärad                 | Svealand | ESKH |      |
| Aeroporto di Ränneslätt             | Eksjö                    | Götaland | ESMC |      |
| Aeroporto di Emmaboda               | Emmaboda                 | Götaland | ESMA |      |
| Aeroporto di Ekeby                  | Eskilstuna               | Svealand | ESSC |      |
| Aeroporto di Eskilstuna             | Eskilstuna               | Svealand | ESSU | EKT  |
| Aeroporto di Eslöv                  | Eslöv                    | Götaland | ESME |      |
| Aeroporto di Morup                  | Falkenberg               | Götaland | ESGF |      |
| Aeroporto di Falköping              | Falköping                | Götaland | ESGK |      |
| Aeroporto di Fjällbacka             | Fjällbacka               | Götaland | ESTF |      |
| Aeroporto di Gagnef                 | Gagnef                   | Svealand | ESVG |      |
| Aeroporto di Gällivare              | Gällivare                | Norrland | ESNG | GEV  |
| Aeroporto di Gargnäs                | Gargnäs                  | Götaland | ESUG |      |
| Aeroporto di Gävle-Sandviken        | Gävle / Sandviken        | Norrland | ESSK | GVX  |
| Aeroporto di Lunda                  | Gimo                     | Svealand | ESKA |      |
| Aeroporto di Göteborg-Landvetter    | Göteborg                 | Götaland | ESGG | GOT  |
| Aeroporto di Göteborg-City          | Göteborg                 | Götaland | ESGP | GSE  |
| Aeroporto di Brännebrona            | Götene                   | Götaland | ESGN |      |
| Aeroporto di Grönhögen              | Grönhögen                | Götaland | ESTG |      |
| Aeroporto di Gryttjom               | Gryttjom                 | Svealand | ESKG |      |
| Aeroporto di Hagfors                | Hagfors                  | Svealand | ESOH | HFS  |
| Aeroporto di Hällefors              | Hällefors                | Svealand | ESVH |      |
| Aeroporto di Hallviken              | Hallviken                | Norrland | ESNA |      |
| Aeroporto di Halmstad               | Halmstad                 | Götaland | ESMT | HAD  |
| Aeroporto di Myran                  | Härnösand                | Norrland | ESUH |      |
| Aeroporto di Bokeberg               | Hässleholm               | Götaland | ESFA |      |
| Aeroporto di Vanvika                | Hässleholm               | Götaland | ESMD |      |
| Aeroporto di Hedlanda               | Hede                     | Norrland | ESNC |      |
| Aeroporto di Hemavan                | Hemavan                  | Norrland | ESUT | HMV  |
| Aeroporto di Herrljunga             | Herrljunga               | Götaland | ESGH |      |
| Aeroporto di Höganäs                | Höganäs                  | Götaland | ESMH |      |
| Aeroporto di Hudiksvall             | Hudiksvall               | Norrland | ESNH | HUV  |
| Aeroporto di Hultsfred-Vimmerby     | Hultsfred / Vimmerby     | Götaland | ESSF | HLF  |
| Aeroporto di Idre                   | Idre                     | Svealand | ESUE | IDB  |
| Aeroporto di Järna                  | Järna                    | Svealand | ESKD |      |
| Aeroporto di Jönköping              | Jönköping                | Götaland | ESGJ | JKG  |
| Aeroporto di Kågeröd                | Kågeröd                  | Götaland | ESMJ |      |
| Aeroporto di Kalmar                 | Kalmar                   | Götaland | ESMQ | KLR  |
| Aeroporto di Karlskoga              | Karlskoga                | Svealand | ESKK | KSK  |
| Aeroporto di Karlstad               | Karlstad                 | Svealand | ESOK | KSD  |
| Aeroporto di Katrineholm            | Katrineholm              | Svealand | ESVK |      |
| Aeroporto di Kiruna                 | Kiruna                   | Norrland | ESNQ | KRN  |
| Aeroporto di Köping                 | Köping                   | Svealand | ESVQ |      |
| Höga Kusten                         | Kramfors                 | Norrland | ESNK | KRF  |
| Aeroporto di Kristianstad           | Kristianstad             | Götaland | ESMK | KID  |
| Aeroporto di Frölunda               | Kungsängen               | Svealand | ESVF |      |
| Aeroporto di Landskrona             | Landskrona               | Götaland | ESML |      |
| Aeroporto di Laxå                   | Laxå                     | Svealand | ESSH |      |
| Aeroporto di Linköping-Hovby        | Linköping                | Götaland | ESGL | LDK  |
| Aeroporto di Linköping-Saab         | Linköping                | Götaland | ESSL | LPI  |
| Aeroporto di Feringe                | Ljungby                  | Götaland | ESMG |      |
| Aeroporto di Ljungbyhed             | Ljungbyhed               | Götaland | ESTL |      |
| Aeroporto di Ljusdal                | Ljusdal                  | Norrland | ESUL |      |
| Aeroporto di Ludvika                | Ludvika                  | Svealand | ESSG |      |
| Aeroporto di Luleå                  | Luleå                    | Norrland | ESPA | LLA  |
| Aeroporto di Lund                   | Lund                     | Svealand | ESMN |      |
| Aeroporto di Lycksele               | Lycksele                 | Norrland | ESNL | LYC  |
| Aeroporto di Malmö-Sturup           | Malmö                    | Götaland | ESMS | MMX  |
| Aeroporto di Skinnlanda             | Malung                   | Svealand | ESVM |      |
| Aeroporto di Mellansel              | Mellansel                | Norrland | ESUI |      |
| Aeroporto di Mohed                  | Mohed                    | Norrland | ESUM |      |
| Aeroporto di Mora                   | Mora                     | Svealand | ESKM | MXX  |
| Aeroporto di Munkfors               | Munkfors                 | Svealand | ESKO |      |
| Aeroporto di Norrköping             | Norrköping               | Götaland | ESSP | NRK  |
| Aeroporto di Norrtälje              | Norrtälje                | Svealand | ESSN |      |
| Aeroporto di Öland                  | Öland                    | Götaland | ESMZ |      |
| Aeroporto di Optand                 | Optand                   | Norrland | ESNM |      |
| Aeroporto di Örebro                 | Örebro                   | Svealand | ESOE | ORB  |
| Aeroporto di Öresten                | Öresten                  | Götaland | ESGM |      |
| Aeroporto di Örnsköldsvik           | Örnsköldsvik             | Norrland | ESNO | OER  |
| Aeroporto di Orsa                   | Orsa                     | Svealand | ESNR |      |
| Aeroporto di Oskarshamn             | Oskarshamn               | Götaland | ESMO | OSK  |
| Aeroporto di Östersund              | Östersund                | Norrland | ESNZ | OSD  |
| Aeroporto di Överkalix              | Överkalix                | Norrland | ESNE |      |
| Aeroporto di Oviken                 | Oviken                   | Norrland | ESUO |      |
| Aeroporto di Pajala                 | Pajala                   | Norrland | ESUP | PJA  |
| Aeroporto di Piteå                  | Piteå                    | Norrland | ESNP |      |
| Aeroporto di Ramsele                | Ramsele                  | Norrland | ESUR |      |
| Aeroporto di Ronneby                | Ronneby                  | Götaland | ESDF | RNB  |
| Aeroporto di Säffle                 | Säffle                   | Svealand | ESGY |      |
| Aeroporto di Sälen-Trysil           | Sälen / Trysil           | Svealand |      |      |
| Aeroporto di Sandvik                | Sandviken                | Norrland | ESFS |      |
| Aeroporto di Siljansnäs             | Siljansnäs               | Svealand | ESVS |      |
| Aeroporto di Fagerhult              | Skånes-Fagerhult         | Götaland | ESMF |      |
| Aeroporto di Skellefteå             | Skellefteå               | Norrland | ESNS | SFT  |
| Aeroporto di Skövde                 | Skövde                   | Götaland | ESGR | KVB  |
| Aeroporto di Smålandsstenar         | Smålandsstenar           | Götaland | ESMY |      |
| Aeroporto di Söderhamn              | Söderhamn                | Norrland | ESNY | SOO  |
| Aeroporto di Sollefteå              | Sollefteå                | Norrland | ESNB |      |
| Aeroporto di Sövdeborg              | Sövdeborg                | Götaland | ESMI |      |
| Aeroporto di Stoccolma-Skavsta      | Stoccolma / Nyköping     | Svealand | ESKN | NYO  |
| Aeroporto di Stoccolma-Västerås     | Stoccolma / Västerås     | Svealand | ESOW | VST  |
| Aeroporto di Tullinge (Chiuso)      | Stoccolma                | Svealand | ESCN | ESCN |
| Aeroporto di Barkarby (Chiuso)      | Stoccolma                | Svealand | ESKB | ESCN |
| Aeroporto di Stoccolma-Arlanda      | Stoccolma                | Svealand | ESSA | ARN  |
| Aeroporto di Stoccolma-Bromma       | Stoccolma                | Svealand | ESSB | BMA  |
| Aeroporto di Skå-Edeby              | Stoccolma                | Svealand | ESSE |      |
| Aeroporto di Storuman               | Storuman                 | Norrland | ESUD | SQO  |
| Aeroporto di Lemstanäs              | Storvik                  | Norrland | ESOL |      |
| Aeroporto di Näsinge                | Strömstad                | Götaland | ESGS |      |
| Aeroporto di Sundbro                | Sundbro                  | Svealand | ESKC |      |
| Aeroporto di Sundsvall-Härnösand    | Sundsvall / Härnösand    | Norrland | ESNN | SDL  |
| Aeroporto di Sunne                  | Sunne                    | Svealand | ESKU |      |
| Aeroporto di Sveg                   | Sveg                     | Norrland | ESND | EVG  |
| Aeroporto di Bämmelshed             | Tidaholm                 | Götaland | ESGD |      |
| Aeroporto di Tierp                  | Tierp                    | Svealand | ESKT |      |
| Aeroporto di Tingsryd (Chiuso)      | Tingsryd                 | Götaland | ESMW | ESCN |
| Aeroporto di Tomelilla              | Tomelilla                | Götaland | ESTO |      |
| Aeroporto di Torsby                 | Torsby                   | Svealand | ESST | TYF  |
| Aeroporto di Trelleborg             | Trelleborg               | Götaland | ESMR |      |
| Aeroporto di Trollhättan-Vänersborg | Trollhättan / Vänersborg | Götaland | ESGT | THN  |
| Aeroporto di Backamo                | Uddevalla                | Götaland | ESGA |      |
| Aeroporto di Rörkärr                | Uddevalla                | Götaland | ESGU |      |
| Aeroporto di Umeå                   | Umeå                     | Norrland | ESNU | UME  |
| Aeroporto di Uppsala                | Uppsala                  | Svealand | ESCM |      |
| Aeroporto di Vängsö                 | Vängsö                   | Svealand | ESSZ |      |
| Aeroporto di Varberg                | Varberg                  | Götaland | ESGV |      |
| Aeroporto di Vårgårda               | Vårgårda                 | Götaland | ESGO |      |
| Aeroporto di Johannisberg           | Västerås                 | Svealand | ESSX |      |
| Aeroporto di Västervik              | Västervik                | Götaland | ESSW | VVK  |
| Aeroporto di Växjö                  | Växjö                    | Götaland | ESMX | VXO  |
| Aeroporto di Vellinge               | Vellinge                 | Götaland | ESTT |      |
| Aeroporto di Vilhelmina             | Vilhelmina               | Norrland | ESNV | VHM  |
| Aeroporto di Visby                  | Visby                    | Götaland | ESSV | VBY  |
| Aeroporto di Visingsö               | Visingsö                 | Götaland | ESSI |      |
| Aeroporti militari                  |                          |          |      |      |
| Aeroporto di Åmsele                 | Åmsele                   | Norrland | ESUA |      |
| Aeroporto di Berga                  | Berga                    | Götaland | ESQP |      |
| Aeroporto di Björkvik               | Björkvik                 | Svealand | ESKX |      |
| Aeroporto di Boden (Chiuso)         | Boden                    | Norrland | ESPG |      |
| Aeroporto di Bunge                  | Bunge                    | Götaland | ESVB |      |
| Aeroporto di Byholma                | Byholma                  | Götaland | ESFY |      |
| Aeroporto di Fällfors               | Fällfors                 | Norrland | ESUF |      |
| Aeroporto di Färila                 | Färila                   | Norrland | ESNF |      |
| Aeroporto di Hagshult               | Hagshult                 | Götaland | ESMV |      |
| Aeroporto di Hasslosa               | Hasslosa                 | Götaland | ESFH |      |
| Aeroporto di Heden                  | Heden                    | Götaland | ESPJ |      |
| Aeroporto di Jokkmokk               | Jokkmokk                 | Norrland | ESNJ |      |
| Aeroporto di Kalixfors              | Kalixfors                | Norrland | ESUK |      |
| Aeroporto di Karlsborg              | Karlsborg                | Götaland | ESIA |      |
| Aeroporto di Knislinge              | Knislinge                | Götaland | ESFI |      |
| Aeroporto di Kosta                  | Kosta                    | Götaland | ESFQ |      |
| Aeroporto di Kubbe                  | Kubbe                    | Norrland | ESNI |      |
| Aeroporto di Malmen                 | Linköping                | Götaland | ESCF |      |
| Aeroporto di Moholm                 | Moholm                   | Götaland | ESFM |      |
| Aeroporto di Bråvalla               | Norrköping               | Götaland | ESCK |      |
| Aeroporto di Råda                   | Råda                     | Svealand | ESFR |      |
| Aeroporto di Sättna                 | Sättna                   | Norrland | ESNT |      |
| Aeroporto di Sjöbo                  | Sjöbo                    | Götaland | ESFJ |      |
| Aeroporto di Strängnäs              | Strängnäs                | Svealand | ESKS |      |
| Aeroporto di Såtenäs                | Såtenäs                  | Götaland | ESIB |      |
| Aeroporto di Vidsel                 | Vidsel                   | Norrland | ESPE |      |
| Aeroporto di Urasa                  | Växjö                    | Götaland | ESFU |      |
| Eliporti                            |                          |          |      |      |
| Base navale di Berga                | Berga                    | Götaland | ESQP |      |
| Guarnigione di Boden                | Boden                    | Norrland | ESPG |      |
| Eliporto di Ivare-Vassara           | Gällivare                | Norrland | ESEG |      |
| Ospedale                            | Göteborg                 | Götaland | ESHB |      |
| Ospedale                            | Göteborg                 | Götaland | ESHS |      |
| Eliporto Hamnen                     | Helsingborg              | Götaland | ESHH |      |
| Ospedale                            | Hudiksvall               | Norrland | ESHX |      |
| Ospedale                            | Jönköping                | Götaland | ESHJ |      |
| Eliporto di Luossajärvi             | Kiruna                   | Norrland | ESEK |      |
| Ospedale                            | Kristianstad             | Götaland | ESHI |      |
| Ospedale                            | Linköping                | Götaland | ESEL |      |
| Ospedale                            | Lund                     | Götaland | ESEM |      |
| Ospedale                            | Luleå                    | Norrland | ESES |      |
| Ospedale                            | Lycksele                 | Norrland | ESEY |      |
| Ospedale                            | Malmö                    | Götaland | ESHM | JMM  |
| Ospedale                            | Norrtälje                | Svealand | ESHY |      |
| Ospedale                            | Örebro                   | Svealand | ESHQ |      |
| Ospedale                            | Skövde                   | Götaland | ESHO |      |
| Ospedale                            | Stoccolma                | Svealand | ESHD |      |
| Eliporto di Stoccolma-Gamla         | Stoccolma                | Svealand | ESHG |      |
| Eliporto di Stoccolma-Gärdet        | Stoccolma                | Svealand | ESHT |      |
| Ospedale                            | Stoccolma                | Svealand | ESHL |      |
| Ospedale                            | Stoccolma                | Svealand | ESHK |      |
| Ospedale                            | Stoccolma                | Svealand | ESHC |      |